# Lagoa (Koja)
Lagoa is een kelurahan in het onderdistrict Koja in het noorden van Jakarta, Indonesië. De wijk telt 57.895 inwoners.